# Dasypogon iberus
Dasypogon iberus là một loài ruồi trong họ Asilidae. Dasypogon iberus được Tomasovic miêu tả năm 1999. Loài này phân bố ở vùng Cổ Bắc giới.